# Pontus Hansson
Pontus Hansson (nacido el 24 de mayo de 1894 - 4 de diciembre de 1962) era un nadador sueco y jugador de waterpolo que compitió en los Juegos Olímpicos de Londres 1908, Juegos Olímpicos de Estocolmo 1912 y Juegos Olímpicos de Amberes 1920.
Hanson ganó la medalla de plata en la competencia de waterpolo en los Juegos Olímpicos de 1912 en Estocolmo. Formó parte del equipo de este deporte en que terminó segundo en el torneo detrás del Reino Unido. En la lucha por las medallas de plata, triunfó ante Bélgica por 4-2. El torneo se celebró el 16 de julio de 1912. Él también estuvo implicado en las aguas por equipos de waterpolo, que terminó tercero en los Juegos Olímpicos de 1908 en Londres y los Juegos Olímpicos de 1920. También participó en la natación en los Juegos Olímpicos de 1908 terminó tercero en los 200 metros detrás de Frederick Holman y William Robinson ambos del Reino Unido.